# DKW F9
La DKW F9 è un prototipo di autovettura di fascia media costruito in 20 esemplari nel 1939 dalla casa automobilistica tedesca DKW.

## Storia e profilo
Il progetto e la realizzazione della DKW F9 avvennero in un periodo in cui la DKW, ormai da alcuni anni sotto l'egida della Auto Union, doveva fare delle scelte, viste e considerate alcune importanti circostanze: da una parte, il mancato successo dei suoi modelli con motore V4, un insuccesso dovuto principalmente alla scarsa affidabilità di quei motori; in secondo luogo, tutta la gamma sfruttava delle strutture in legno per la scocca, una soluzione antiquata già in quella seconda metà degli anni trenta del Novecento; un altro punto fondamentale riguardava i modelli con motore bicilindrico, sicuramente di maggior successo rispetto ai modelli con motore V4, ma le cui prestazioni potevano essere valide fino a qualche anno prima, visto che ormai stavano diventando insufficienti, per via dell'ampliamento della rete autostradale voluto da Adolf Hitler e la conseguente esigenza di proporre modelli più performanti; ultimo ma non meno importante aspetto fu quello legato alla sempre più agguerrita concorrenza, in particolar modo quella della Opel Kadett e della KdF-Wagen, ossia la vettura da cui, dopo la guerra, nascerà e si evolverà il celeberrimo Maggiolino, anch'essa fortemente voluta da Hitler e che, grazie ad un'organizzazione razionale delle fasi di assemblaggio, riuscì a contenere il suo prezzo di vendita in appena 990 RM.
Per questi motivi, si scelse innanzitutto di prendere due piccioni con una fava: sopprimere entrambi i modelli DKW in listino per sostituirli con un unico modello intermedio, non a due cilindri e neppure a quattro, bensì a tre cilindri, sempre a due tempi. Andando con ordine, il primo a parlare di un modello del genere fu il direttore commerciale Carl Hahn in una lettera indirizzata al direttore tecnico William Werner, lettera risalente ancora al 16 gennaio 1935. Hahn descrisse le caratteristiche di massima dell'ipotetico nuovo modello, caratteristiche che alla fine, come si vedrà, avrebbero rispecchiato abbastanza fedelmente quelle del prototipo reale.
Werner accolse calorosamente tale proposta di progetto, tanto che già il 25 gennaio tenne un discorso presso lo stabilimento Horch di Zwickau, a cui intervennero anche membri dei direttivi della vicina fabbrica Audi e dall'impianto DKW di Zschopau. La direzione generale del progetto F9 fu affidata ad Oskar Siebler, mentre la responsabilità del lavoro di progettazione e realizzazione del tricilindrico fu assegnata a Werner Strobel.
Il progetto F9, però, non fu avviato che alla fine del 1937: secondo il programma della dirigenza Auto Union, la nuova DKW avrebbe dovuto essere lanciata nell'autunno del 1939, con una cadenza iniziale di 30 unità prodotte al giorno, cadenza che sarebbe aumentata nell'estate del 1940 a 130 unità giornaliere nel momento in cui fosse uscita di produzione la F8 Meisterklasse, per arrivare a 250 unità giornaliere a fine 1941, quando invece sarebbe toccato alla F8 Reichsklasse abbandonare definitivamente i listini. Dal momento che tutti gli stabilimenti fino a quel momento preposti all'assemblaggio dei modelli DKW si sarebbero dedicati da quel momento in poi ad un solo modello, vi sarebbe stata la possibilità di massificare la produzione e ridurre così il prezzo finale di acquisto, il che avrebbe reso la F9 più competitiva nei confronti della KdF-Wagen.
Il 15 agosto 1938 fu realizzato il primo motore tricilindrico, che venne testato su una delle prime F8 di pre-serie realizzate alcuni mesi prima del lancio della F8 definitiva. In questi test preliminari, il nuovo tricilindrico venne montato in posizione trasversale, ma solo negli ultimi prototipi sarebbe stato montato longitudinalmente. In abbinamento al nuovo tricilindrico DKW fu anche realizzato un nuovo cambio a 4 marce, che però inizialmente mostrò alcuni problemi di funzionamento. Nel frattempo, si decise che la carrozzeria della nuova vettura sarebbe stata realizzata in lamiera di acciaio e non più in legno e che avrebbe avuto una linea aerodinamica. Il fatto che fino a quel momento lo stabilimento di Spandau fosse stato indirizzato alla produzione di carrozzerie in legno portò la dirigenza DKW, dopo alcune valutazioni, che sarebbe stato meno dispendioso costruire un nuovo impianto per la produzione di lamierati per carrozzerie, piuttosto che adattare lo stabilimento di Spandau al nuovo tipo di produzione. Per questo fu eretto un nuovo stabilimento a Chemnitz, vicino al quartier generale Auto Union, mentre lo stabilimento di Spandau fu adibito a centro assistenza clienti. La direzione del nuovo stabilimento per la produzione di carrozzerie fu affidata ad Albert Locke, il quale trovò un valido collaboratore in un giovane designer industriale, Günther Mickwausch (1908-1990), il quale si rese autore sia delle linee del prototipo Horch 930 S, sia della carrozzeria della F9. I due prototipi di Mickwausch, tra l'altro, tradivano una forte somiglianza nell'impostazione della carrozzeria, segno della forte inclinazione di Mickwausch verso il design aerodinamico.
Nel marzo 1939, dopo aver risolto i problemi relativi al cambio, poterono cominciare i primi veri test intensivi, ancora con motore disposto trasversalmente. Ma di lì a poco sarebbe stato realizzato un nuovo gruppo motore-cambio, nel quale il tricilindrico sarebbe stato disposto longitudinalmente. Nacquero così i prototipi finali della F9, quelli che avrebbero dovuto dare origine, di lì a non molti mesi, alla F9 di serie.
Purtroppo l'avvento della Seconda Guerra Mondiale mandò all'aria quello che forse si era dimostrato come il più ambizioso progetto della DKW da una decina di anni a quella parte. Del prototipo F9 furono realizzati solo 20 esemplari destinati alle prove su strada. Di questi esemplari, oggi ne è sopravvissuto uno solo, che fa parte della collezione esposta presso il Museo Audi di Ingolstadt. Quanto agli sbocchi produttivi del prototipo F9, alcuni anni dopo la fine della guerra vennero ripresi i progetti, sia da parte dei vertici Auto Union (trasferitisi ad Ingolstadt dove avrebbero rifondato l'azienda), sia da parte dell'autorità sovietica che prese il controllo della Germania Est, impadronendosi in maniera piuttosto spregiudicata dei progetti rimasti negli ormai ex-stabilimenti Auto Union. Ad Ingolstadt, dopo i primi anni in cui vennero riproposti alcuni modelli pre-bellici fu avviata la produzione della DKW F89, mentre nella DDR, fu dato il via alla produzione di due ex-modelli DKW: la IFA F8 (copia fedele della vecchia DKW F8 pre-bellica), sostituita in seguito dalla IFA F9 (copia fedele o quasi della F89 occidentale).

## Scheda tecnica
| Motore                             | Ciclo due tempi con metodo Schnürle                                           |
| Posizione                          | Anteriore longitudinale                                                       |
| Numero e disposizione dei cilindri | Tre cilindri in linea                                                         |
| Cilindrata (cm³)                   | 900                                                                           |
| Alesaggio e corsa (mm)             | 70x78                                                                         |
| Alimentazione                      | Carburatore                                                                   |
| Potenza nominale (CV a giri/min)   | 28 CV a 3600 giri/min                                                         |
| Trazione                           | Anteriore                                                                     |
| Frizione                           | Monodisco a secco                                                             |
| Cambio                             | Manuale a 4 marce con dispositivo di ruota libera                             |
| Telaio                             | Telaio a longheroni in acciaio disposti ad ovale                              |
| Scocca                             | Scocca in lamiera di acciaio                                                  |
| Sospensioni ant.                   | A ruote indipendenti con balestra trasversale superiore e triangoli inferiori |
| Sospensioni post.                  | Ad assale rigido con balestra trasversale superiore e assale oscillante       |
| Impianto frenante                  | Quattro tamburi con comando meccanico                                         |
| Pneumatici                         | 5.00x16                                                                       |
| Sterzo                             | A cremagliera                                                                 |
| Massa in ordine di marcia (kg)     | 850                                                                           |
| Velocità massima (Km/h)            | 115                                                                           |
| Consumo medio (l/100 km)           | 8.5                                                                           |
| Anni di produzione                 | 1939-41 (solo prototipi)                                                      |
| Unità prodotte                     | 20                                                                            |
| Prezzo previsto al debutto in RM   | 2.650                                                                         |